# Ferdinando Ceccherini
Ferdinando Ceccherini (Florència, 14 de gener, 1792 – 12 de gener, 1858) fou cantant i compositor italià. Era pare del també compositor Giuseppe Ceccherini
Fou el fundador, junt amb altres 5 mestres, de l'Escola de Música establerta a Roma sota l'advocació de Santa Cecília. Tingué entre d'altres alumnes de cant, la soprano florentina Adelaide Cortesi. Es dedicà exclusivament a la interpretació de la música religiosa, que també cultivà com a compositor escrivint un bon nombre de motets, misses i els oratoris Saül, David i Dèbora.